# Olav Westphalen
Pour les articles homonymes, voir Westphalen.
Olav Westphalen (né en 1963 à Hambourg) est un artiste plasticien et un dessinateur allemand contemporain.

## Biographie
Westphalen étudie jusqu'en 1990 à l'école de design de Hambourg et en 1993 à l'université de Californie auprès d'Allan Kaprow dans le cadre du programme Fulbright. Sa première exposition personnelle a lieu en 1995 à Bethanien. Après avoir obtenu son diplôme, il s'installe à New York ; il vit et travaille aujourd'hui à Stockholm, où il est depuis 2007 professeur de performance à l'Académie royale des arts de Suède. Depuis les années 1990, il forme avec Marcus Weimer le duo Rattelschneck qui réalise des dessins et des bandes dessinées publiés dans des journaux allemands, notamment Die Zeit, Süddeutsche Zeitung et le magazine satirique Titanic, ainsi que des illustrations de livres.

## Œuvre

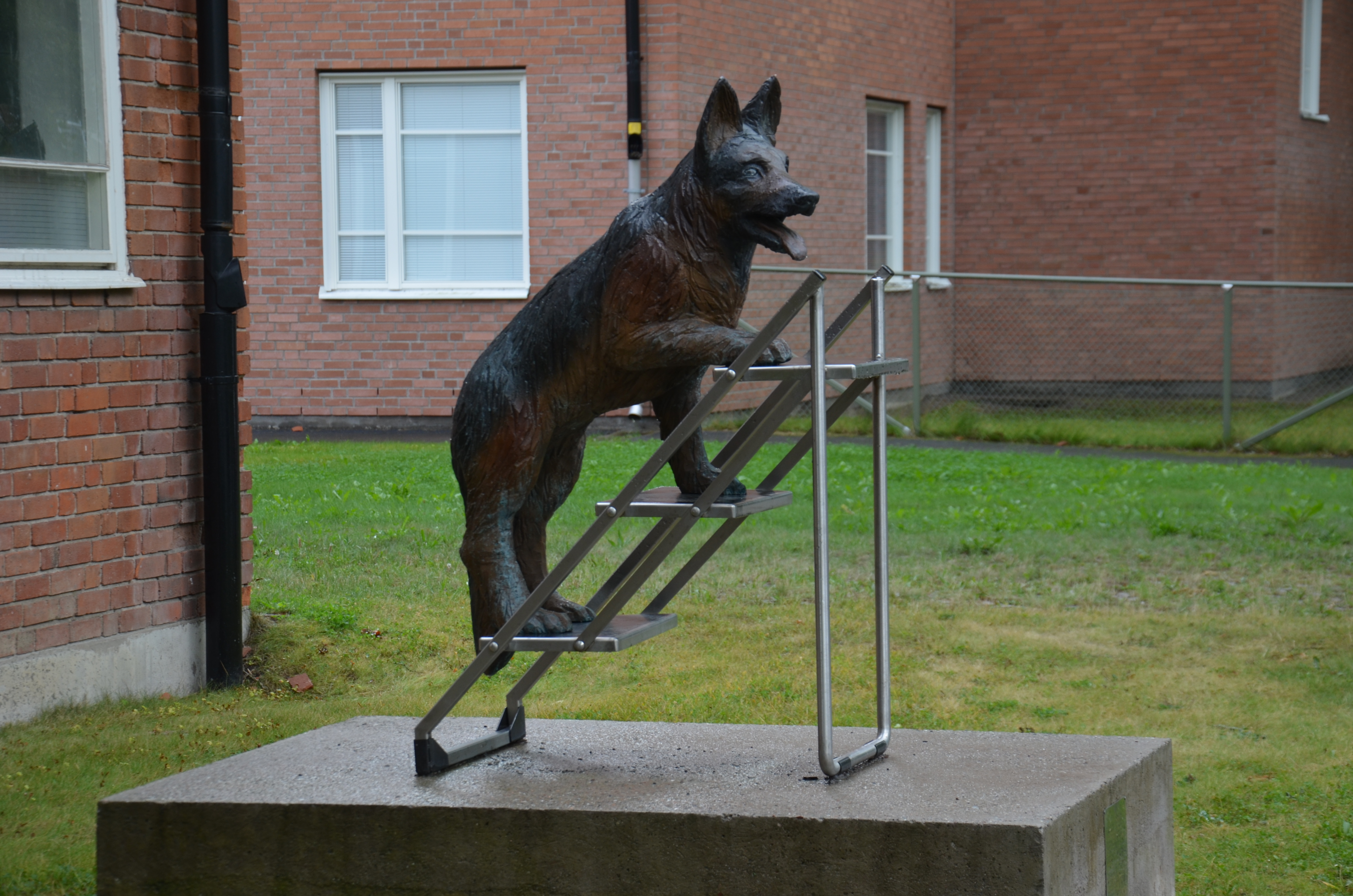
Chien montant une échelle

Westphalen travaille et enseigne dans les domaines de la sculpture, du dessin, de la bande dessinée, du multimédia, de l'installation et de la performance. Son œuvre joue avec la frontière entre le comique et le dramatique. Elle ressemble aux productions  des artistes comme Paul McCarthy, Mike Kelley ou Chris Burden. Elle remet aussi en question  l'interprétation dominante de la comédie et de l'ironie[Comment ?].

## Source de la traduction
- (de) Cet article est partiellement ou en totalité issu de l’article de Wikipédia en allemand intitulé « Olav Westphalen » (voir la liste des auteurs).